# Teploměr

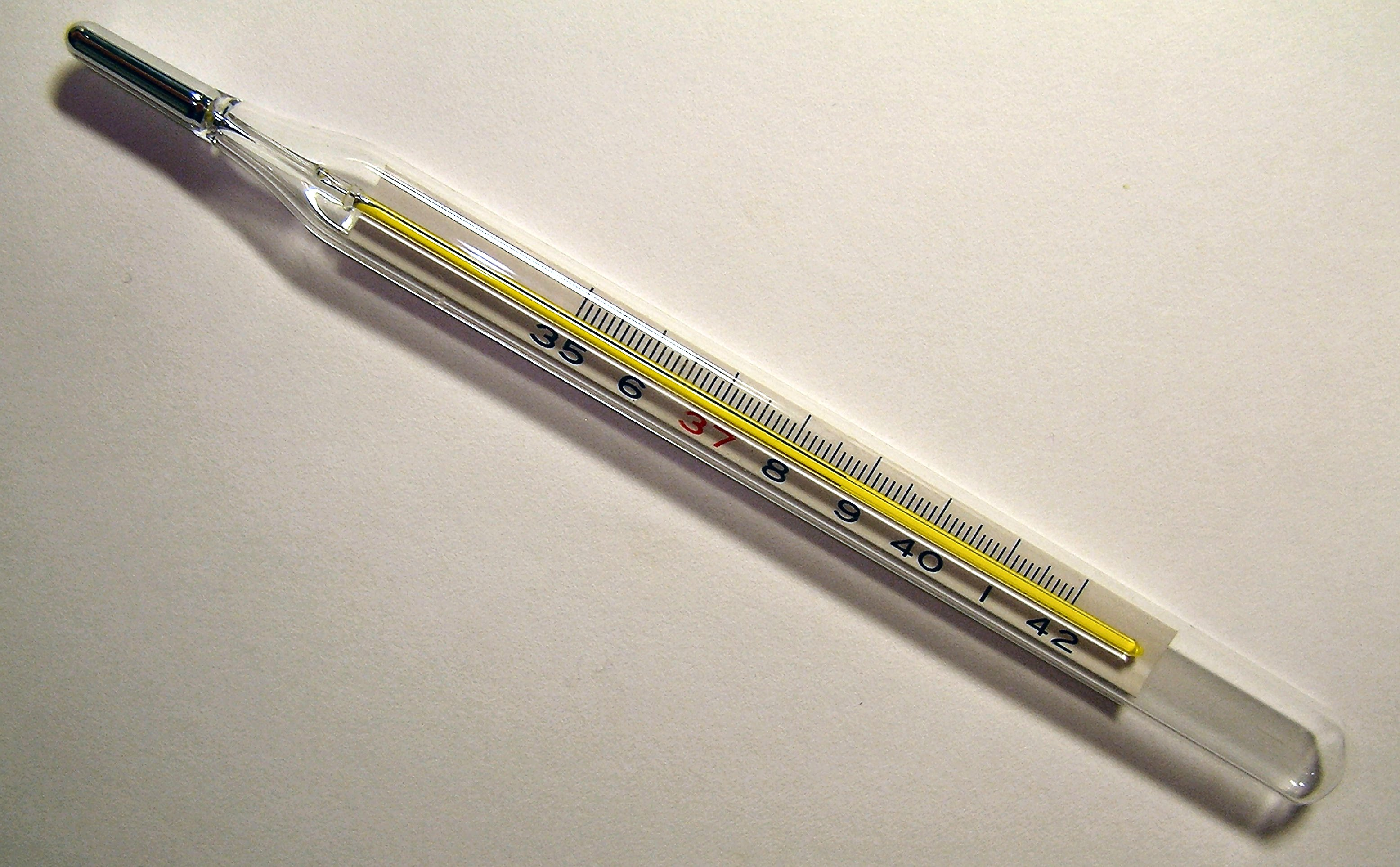
Lékařský rtuťový teploměr

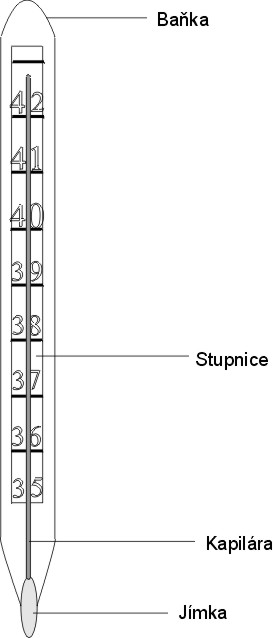
Části kapalinového teploměru

Teploměr je zařízení sloužící k měření teploty. Teplo měří kalorimetr.
Většinou je princip teploměru založen na tepelné roztažnosti jednotlivých látek, kdy je objem měrné látky závislý na její teplotě (změna rozměru je závislá na dodaném teplu). Tyto teploměry se pak nazývají dilatační. V současnosti však existují i další metody zjišťování teploty.
Obor, který se zabývá měřením teploty se nazývá termometrie.

## Druhy teploměrů

### Podle funkčního principu

bimetalový teploměr

V současnosti se používají tyto druhy teploměrů:
- Kapalinový teploměr – teploměr, ve kterém se k měření teploty využívá teplotní roztažnosti teploměrné kapaliny (rtuť, líh apod.).
- Bimetalový teploměr – teploměr, ve kterém se k měření teploty využívá bimetalový (dvojkovový) pásek složený ze dvou kovů s různými teplotními součiniteli délkové roztažnosti. Při změně teploty se pásek ohýbá a tento pohyb se přenáší na ručku přístroje.
- Plynový teploměr – teploměr, ve kterém se k měření teploty využívá závislost tlaku plynu na teplotě při stálém objemu plynu, popř. závislost objemu plynu na teplotě při stálém tlaku.
- Odporový teploměr – teploměr, ve kterém se k měření teploty využívá závislost elektrického odporu vodiče (např. platina, nikl) nebo polovodiče na teplotě. Speciální součástka, která slouží i k teplotně závislé regulaci se nazývá termistor.
- Termoelektrický teploměr (také termočlánek) – teploměr, ve kterém se k měření teploty využívá termoelektrický jev (elektrony, které jsou nositeli elektrického proudu se významně podílejí na vedení tepla). Změnou teploty spoje dvou různých kovů se mění vzniklé termoelektrické napětí.
- Polovodičový teploměr – využívá závislosti charakteristik polovodičového prvku (zesilovací činitel, napětí přechodu P-N) na teplotě.[1]
- Radiační teploměr (Infrateploměr) – teploměr určený k měření vysokých teplot založený na zákonech tepelného záření (Planckův vyzařovací zákon, Wienův posunovací zákon, Stefanův–Boltzmannův zákon). Měří záření vysílané tělesy do okolí (na stejném principu pracují i světelná infračidla či naváděné střely).

### Speciální teploměry
- Kontaktní teploměr – sepne kontakt při dosažení nastavené teploty. Používá se v regulaci a automatizaci, např. termostat pro klimatizaci nebo akvárium.
- Maximo-minimální teploměr – teploměr ve tvaru „U“ (tzv. teploměr dle Sixe), který si pamatuje maximální a minimální dosaženou teplotu za sledované období (od posledního nulování). Používá se např. v meteorologii.

### Lékařský teploměr
Lékařské teploměry slouží k měření tělesné teploty. Klasické provedení je rtuťový teploměr s rozsahem cca 35 až 42 °C a rozlišením 0,1 °C. Kapilára nad nádobkou se rtutí je zúžena, takže se v tomto místě při poklesu teploty rtuťový sloupec přetrhne a teploměr tak stále ukazuje maximální naměřenou teplotu (před dalším použitím se musí „sklepnout“). Další variantou je tzv. „rychloběžka“, zobrazující okamžitou teplotu, také čas pro potřebné změření teploty pacienta je kratší.
Od roku 2009 je prodej rtuťových teploměrů v EU zakázán.
Rtuť bývá nahrazena nízkotajícími slitinami gallia, například galinstanem.
Se zákazem rtuťových teploměrů došlo k většímu rozmachu teploměrů digitálních, jak v klasickém provedení, tak např. tzv. tympanálních – kterými se měří teplota bezkontaktně (měřením infračerveného záření) na ušním bubínku.

## Historie

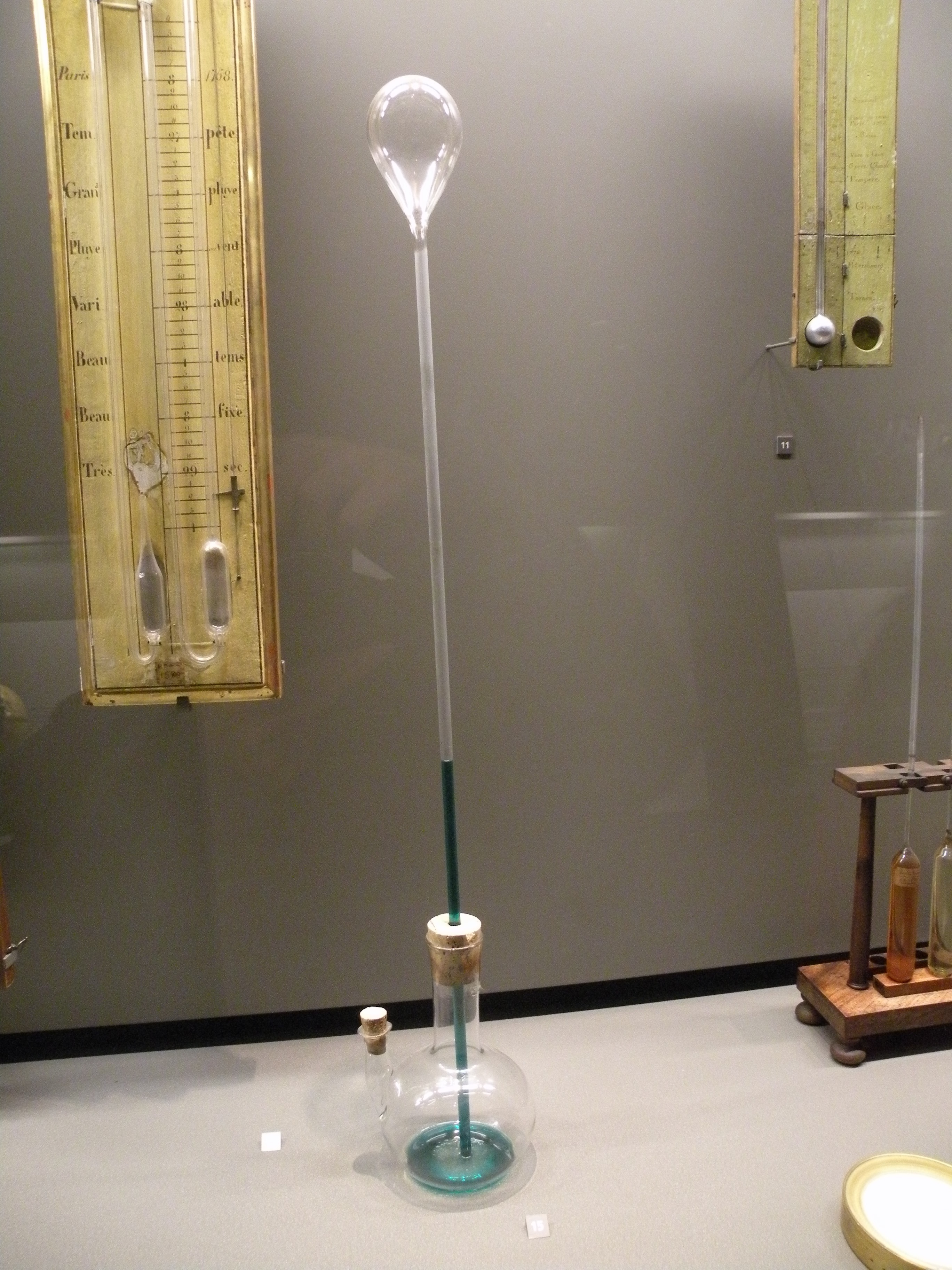
Galileův termoskop (Musée des arts et métiers, Paříž)

### Předhistorie
Dnes jsou teploměry snad nejznámějším fyzikálním přístrojem. Ale ještě před několika staletími byly úplně neznámé. Teplota se určovala podle tělesných pocitů, při výrobě kovů a keramiky se lidé řídili barvou rozžhavených předmětů nebo roztavením kovů.

### Objev a vývoj teploměru
Nejprve se začalo používat měření teploty pomocí roztažnosti kapalin. První doklady jsou ze starověku. Hérón Alexandrijský popsal zařízení pracující na roztažnosti vzduchu (později nazývané vzduchový termoskop), který je nejstarším doloženým přístrojem k indikaci tepelných stavů.
Také Galileo Galilei využil na začátku 17. století tepelné roztažnosti vzduchu k měření teploty. Jeho primitivní teploměr byl tvořen tenkou skleněnou trubičkou dlouhou asi 30 cm a zakončenou baňkou. Baňku zahřál rukou a „teploměr“ (říkalo se mu vzduchový termoskop) vložil otevřeným koncem trubičky do nádobky s obarvenou vodou. Chladnoucí vzduch se smršťoval a vlivem tlaku okolního vzduchu na hladinu voda vnikala do trubičky. Po vychladnutí přejímala baňka teplotu okolního vzduchu a výška vodního sloupce v trubičce se měnila podle změn objemu vzduchu v baňce, který se zase měnil podle teploty vzduchu. Na rozdíl od dnešních teploměrů při oteplení hladina klesala a při ochlazení stoupala. Přístroj ještě neměl stupnici.
Po Galileim experimentovali s podobnými teploměry Otto von Guericke a Gaspar Schott. Zdokonalili termoskop tím, že použili uzavřeného systému se dvěma baňkami na koncích spojovací trubička ve tvaru U, v níž byla tekutina.
Ještě v 17. století se objevily teploměry, v nichž je teploměrnou látkou kapalina. Zřejmě první sestrojil roku 1631 francouzský lékař Jean Rey, který použil jako teploměrnou látku vodu. Nevýhodou tohoto teploměru byla malá roztažnost vody. Proto se hledaly jiné vhodné tekutiny. Jako nejvhodnější se ukázaly líh a rtuť. První lihový teploměr sestrojil roku 1641 toskánský velkovévoda Ferdinand II. Medicejský.
Lékařský teploměr vynalezl roku 1866 sir Thomas Clifford Allbutt, anglický fyzik.

### Vývoj stupnice
V té době sice teploměry již měly stupnice, ty však nebyly jednotné, takže údaje změřené jednotlivými teploměry se nemohly porovnat. První teploměry s „normalizovanou“ stupnicí byly sestrojeny až kolem roku 1650.
Další kapitolou vývoje teploměrů se tak stalo stanovení teplotní stupnice, na které měření probíhá. Vyvinulo se několik stupnic a jejich stanovením byl vývoj dilatačních teploměrů prakticky ukončen, v dalších letech byly modifikovány a vylepšovány pouze jejich druhy. Např. teplota nad bodem varu rtuti (356 °C) až do 1100 °C se měří rtuťovým teploměrem, u něhož se kapilára plní např. dusíkem a teploměr je zhotoven z křemenného skla.

## Teploměr – teplotoměr
Vzhledem k tomu, že teploměr měří teplotu a ne teplo, měl by korektní český název přístroje být teplotoměr, nicméně označení teploměr je zažité a běžné.